# Kneria katangae
Kneria katangae är en fiskart som beskrevs av Poll, 1976. Kneria katangae ingår i släktet Kneria och familjen Kneriidae. IUCN kategoriserar arten globalt som livskraftig. Inga underarter finns listade i Catalogue of Life.